# Christel Harthaus
Christel Harthaus (* 1954) ist eine deutsche Schauspielerin.

## Leben
Harthaus begann ihre Schauspielkarriere in der Rolle des Dienstmädchens Anna in der Fernsehserie Die Koblanks. Die 13-teilige Romanverfilmung mit Günter Pfitzmann, Edeltraud Elsner und Wolfgang Völz in den Hauptrollen lief 1979 im Vorabendprogramm der ARD. 1980 spielte sie in der Serie "Pension Schöller" wieder an der Seite von Pfitzmann. Im darauf folgenden Jahr hatte sie ihr Spielfilmdebüt in einer kleinen Rolle im Filmdrama Nach Mitternacht mit Désirée Nosbusch in der Hauptrolle. 1982 spielte sie in Rainer Werner Fassbinders letztem Film als Schauspieler, Kamikaze 1989 und in der Dieter-Hallervorden-Komödie Didi – Der Doppelgänger. In der Folge trat sie auch in einer Episode dessen Sitcom Didi – Der Untermieter auf. Dem deutschsprachigen Fernsehpublikum wurde sie durch wiederkehrende Gastrollen in zwei populären Serien bekannt; zwischen 1986 und 1988 war sie in Liebling Kreuzberg als Luise Arnold zu sehen, in Die Wicherts von nebenan spielte sie von 1989 bis 1991 die Rolle der Helga Kuttlick. Nach dem Ende dieser Serie hatte sie nur noch einen Fernsehauftritt, als Carola Neumann in der Tatort-Episode Tod eines Polizisten mit Manfred Krug und Charles Brauer als Kommissar-Duo.
1998 kam sie ins Rampenlicht des Boulevard, als sie in der Bild-Zeitung einen Mann suchte, der ihren Kinder-Wunsch erfüllen sollte.

## Filmografie (Auswahl)
- 1979: Die Koblanks
- 1980: Pension Schöller
- 1981: Nach Mitternacht
- 1982: Kamikaze 1989
- 1984: Didi – Der Doppelgänger
- 1985: André schafft sie alle
- 1986: Didi – Der Untermieter
- 1986–1988: Liebling Kreuzberg
- 1989–1991: Die Wicherts von nebenan
- 1990: Die Hallo-Sisters
- 1995: Tatort – Tod eines Polizisten (Fernsehreihe)